# Josef Snétivy
Josef Snétivy, auch Pepe genannt (* 9. Mai 1925 in Luzern; † 1999), war ein Schweizer Uhrmacher, Uhrenrestaurator und Geschäftsinhaber.

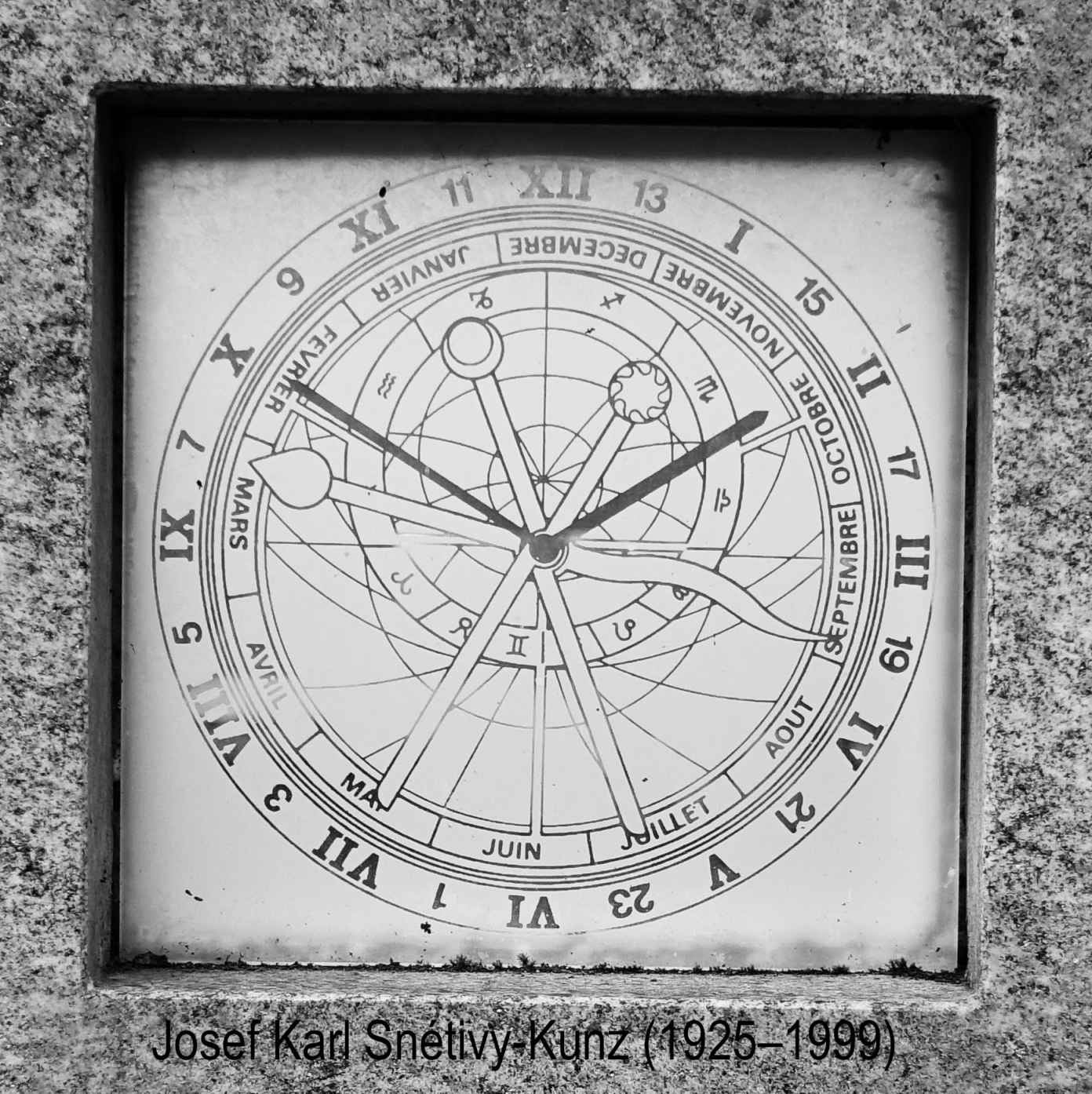

## Leben und Werk
Josef Snétivy war ein Sohn eines Uhrmachers und wuchs die ersten Jahre in Luzern auf. Die Familie siedelte nach Zürich, als sein Vater die Leitung der dortigen Gübelin-Filiale übernahm. Snétivy absolvierte in der Folge eine Uhrmacherlehre, die er 1945 erfolgreich abschloss. 1952 eröffnete er in Zürich sein eigenes Reparatur- und Terminierungsatelier. 1954 übernahm er in Basel ein Geschäft für Uhrenbeschläge und Werkzeuge. Im gleichen Jahr heiratete er die aus Zürich stammende Eleonore, geborene Kunz. Sie übernahm die kaufmännische Abteilung und unterstützte ihn in den ersten Jahren beim Aufbau der eigenen Firma. Ab 1980 spezialisierte sich Snétivy auf die Restaurierung antiker Uhren. Zudem schuf er eine astronomische Wanduhr in Kleinserie, die 1985 im Uhrenmuseum in Le Locle (Musée d’Horlogerie du Locle) anlässlich einer Sonderschau gezeigt wurde. Snétivy war von 1990 bis 1999 Mitglied der Académie Horlogère des Créateurs Indépendants.